# Zoológico de Río Grande
Fundado en 1927, el Zoológico de Río Grande es un zoológico de 64 acres de extensión, localizado en Albuquerque, siendo una de las secciones del Parque Biológico de Albuquerque. El zoo ofrece a los visitantes un placentero paseo amenizado con encuentros a corta distancia con 250 especies de animales nativos y exóticos. Las especies más populares incluyen Elefantes, jirafas, camellos, leones, lobo mexicano, tigres, leopardos blancos, osos polares, gorilas, chimpancés, cebras, y focas, junto con animales más raros como hienas, rinocerontes blancos, Koalas y perros salvajes de las sabanas africanas. También hay una gran variedad de aves, desde cigüeñas y águilas hasta los correcaminos.
Los avanzados diseños de los objeto expuestos y el ajardinamiento agradable para la vista realzan las exhibiciones de los animales del parque zoológico creando los hábitat naturales al completo con los árboles, las hierbas, las características del agua y las zonas rocosas. Las colecciones incluyen un área dedicada a África, otra dedicada a Australia, la "senda del gato", y América tropical. Un ferrocarril de vía estrecha interconecta el parque zoológico con las otras instalaciones del « Parque Biológico de Albuquerque ». La distancia que se puede recorrer caminando a través del parque zoológico es de 2.27 millas. ABQ BioPark está abierto todos los días de 9:00 a. m. a 5:00 p. m.

## Galería

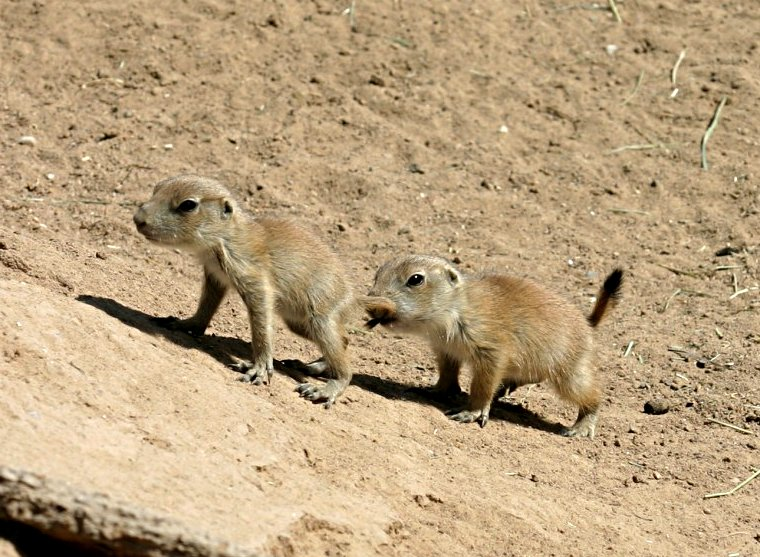
Dos cachorros de perritos de las praderas
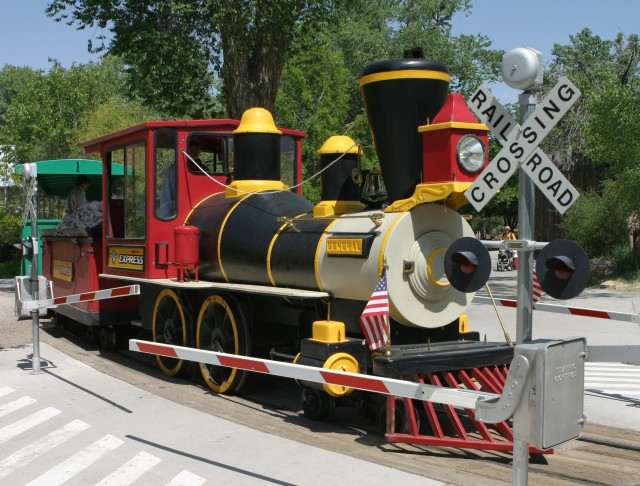
El tren cruzando un paso en el zoológico.
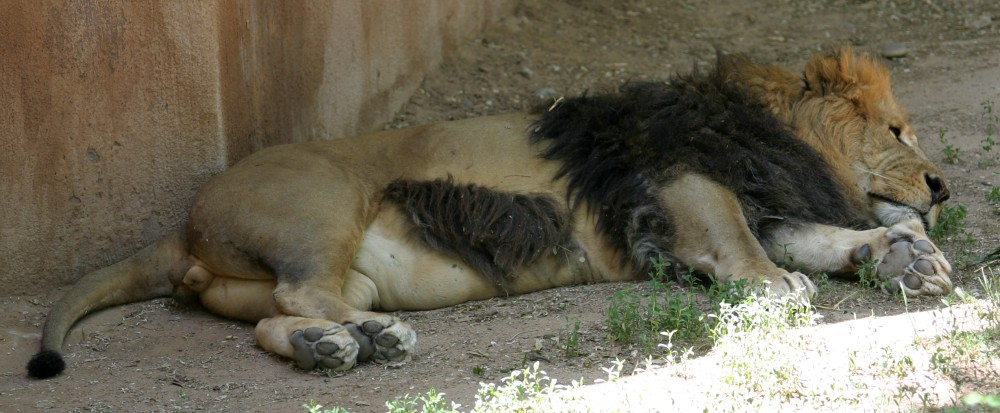
Un León africano macho dormitando
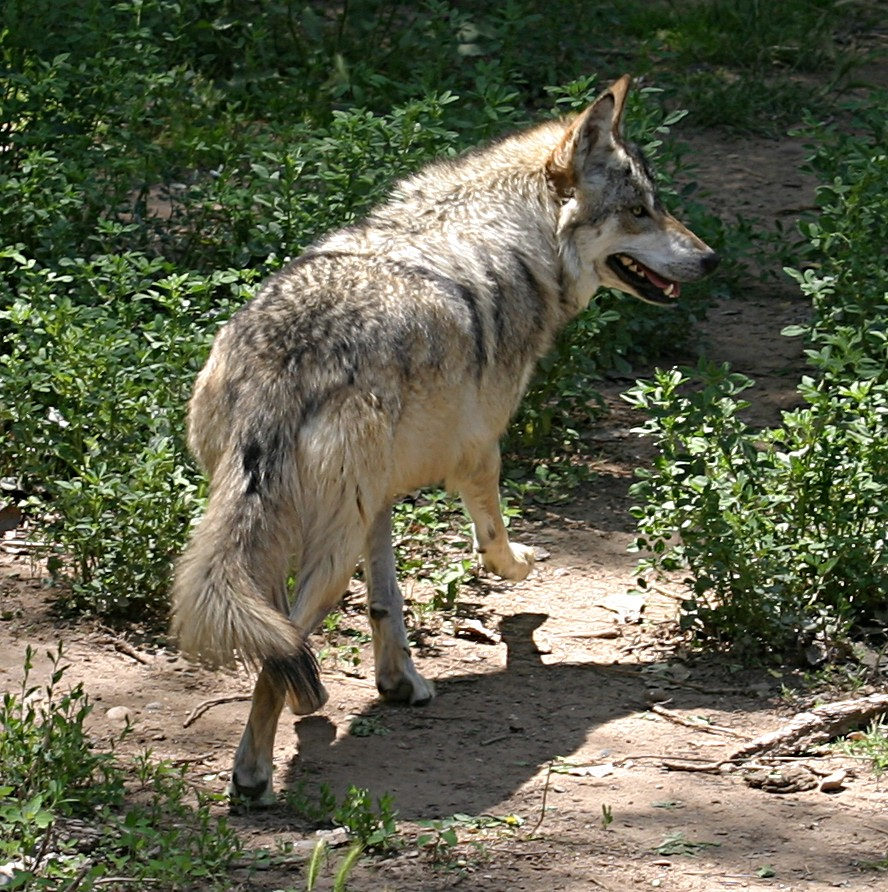
lobo mexicano
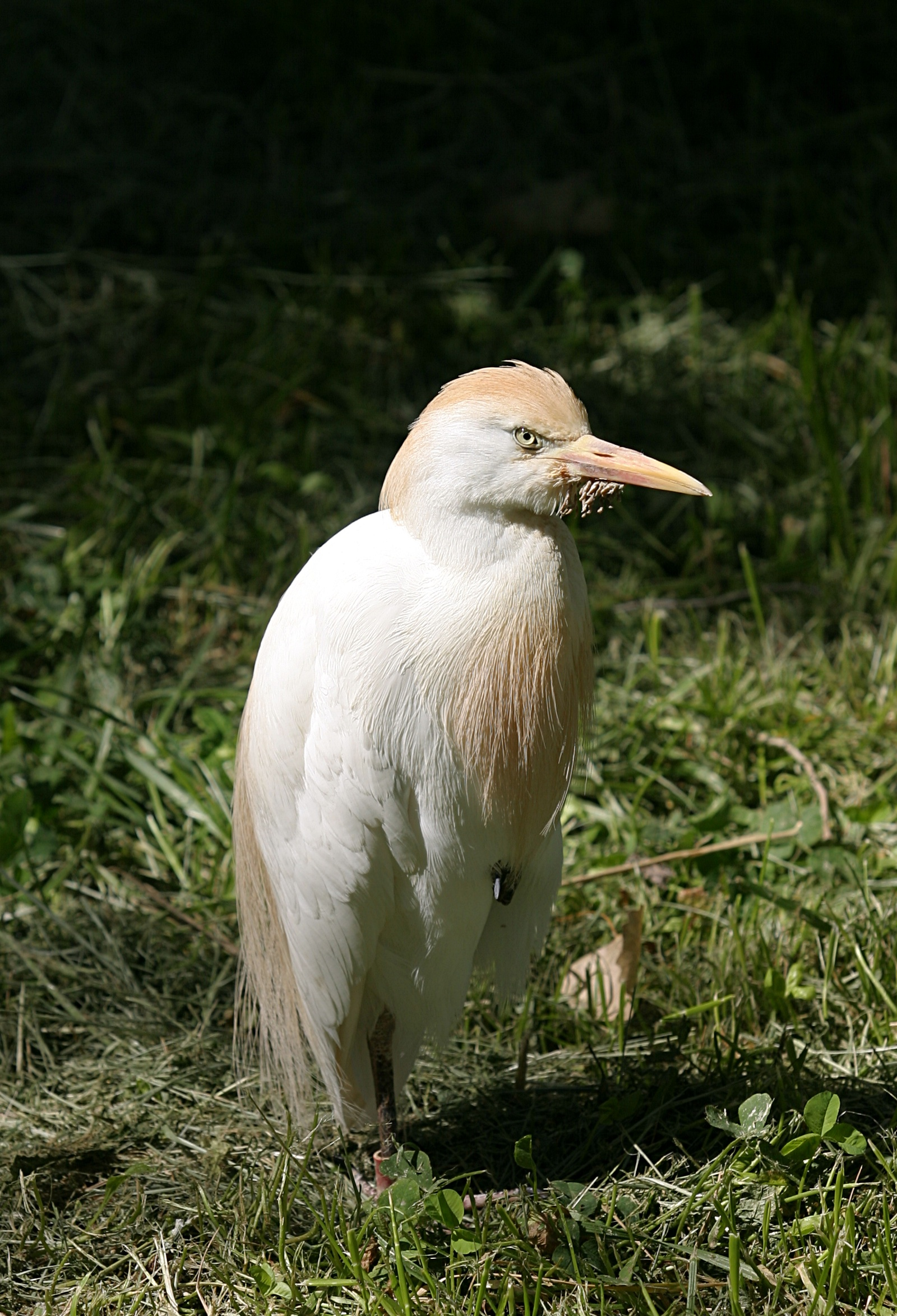
Garcilla bueyera